# Max Švabinský

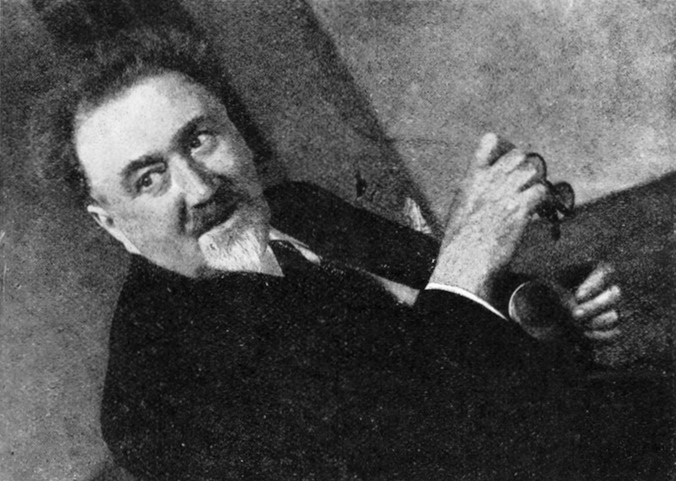
Max Švabinský, ca. 1933

Max Švabinský (* 17. September 1873 in Kroměříž; † 10. Februar 1962 in Prag) war ein tschechischer Maler und Grafiker.

## Leben
Max Švabinský wurde am 17. September 1873 in Kroměříž geboren. Zusammen mit Jan Preisler, Antonín Slavíček und Miloš Jiránek war er einer der Begründer der modernen tschechischen Kunst. Švabinský und seine Frau Ela weilten zu Beginn des 20. Jahrhunderts oft zusammen mit der Familie Vejrych in Kozlov nahe Česká Třebová. Dort wurde er zu vielen seiner Landschaftsbilder inspiriert. Zu dieser Zeit malte er einige seiner berühmtesten Werke, wie zum Beispiel „Arme Gegend“. Aufgrund der hohen Qualität seines graphischen Werkes wurde er 1910 zum Professor an der Prager Kunstakademie berufen. Er entwarf auch viele tschechoslowakische Briefmarken, darunter auch die sehr häufigen Dauermarken mit dem Porträt des Staatspräsidenten Tomáš Garrigue Masaryk. 1945 erhielt er den Ehrentitel Nationalkünstler und dazu das Recht, ein Atelier in der Prager Kunstakademie auf Lebenszeit zu nutzen. Er starb am 10. Februar 1962 in Prag.
Zu Švabinskýs bekanntesten Werken zählen:
- Chudý kraj (Arme Gegend) 1900 Öl auf Leinwand, 179 × 246 cm
- Splynutí Duší (Verschmelzung der Seelen) 1896 Öl auf Leinwand, 65,5 × 45,5 cm
- Růžový portrét 1898 (Rosa Porträt) Öl auf Leinwand, 152 × 135 cm
- Kulatý portrét 1897 (Rundes Porträt) Öl auf Leinwand, Ø 105,5 cm
- Kamélie (Kamelie) 1903 Feder, Pinsel, Tusche; aquarell 1220 × 607 mm
- Entwürfe zu Buntglasfenstern im Prager Veitsdom „Ausgießung des HI. Geistes“ und „das Jüngste Gericht“